# Kragujevac
Kragujevac (Крагујевац) és una ciutat de Sèrbia, capital del Districte de Šumadija, situada vora el riu Lepenica, amb una població de 211.580 habitants. La ciutat s'estén en una àrea d'uns 865 quilòmetres quadrats i inclou la ciutat de Kragujevac i 65 suburbis més.
La ciutat era coneguda com a "Kraguyevca" o "Karacofça" durant el  domini otomà. Malgrat la seva fundació relativament tardana (1476), Kragujevac va ser pionera en molts aspectes. Va ser la primera capital de la Sèrbia moderna (1818-1839), i la primera constitució dels Balcans es va proclamar en aquesta ciutat el 1835. Més endavant, la primera universitat de Dret de la recentment independitzada Sèrbia va ser fundada el 1838, precedida per la primera escola de gramàtica (Gimnazija), el 1833, així com el Teatre Nacional (1835) i l'Acadèmia Militar (1837).
Belgrad va prendre la davantera en convertir-se en la seu del tron el 1841. La Universitat de Kragujevac no es va restablir fins al 1976. La Kragujevac contemporània és coneguda per les seves fàbriques d'armes, munició, i sobretot la factoria d'automòbils Zastava, que va produir el popular Yugo, i que va assolir un acord d'adquisició pel Grup Fiat el 2008.

## Nom
El nom de la ciutat deriva de la paraula sèrbia "kraguj", que ve a descriure un tipus de falcó, així que el seu nom es pot interpretar com "lloc de falcons". Alguns mapes antics mostren el nom com Krakow.

## Història
Més de 200 jaciments arqueològics a la regió de Šumadija confirmen que els primers assentaments humans de la regió es van produir fa uns 40.000 anys, durant el Paleolític.
Kragujevac va ser esmentada per primera vegada en el període medieval, en relació amb una plaça pública construïda en l'assentament, mentre que el primer esment escrit de la ciutat va ser en un document turc de 1476. Aquesta menció es referia a l'assentament com "llogaret de Kragujevdza".
La ciutat va començar a prosperar després de l'alliberament de Sèrbia de la dominació turca, el 1818, quan el príncep Miloš Obrenović la va proclamar capital del nou Principat de Sèrbia. La primera constitució sèrbia es va proclamar el 1835 en aquesta ciutat. La primera llei sobre la impremta va ser aprovada també a Kragujevac el 1870, quan la prosperitat de la ciutat la va acostar a altres capitals europees de l'època.
El punt d'inflexió en el seu desenvolupament general es va produir el 1851, quan va començar la fosa per a la producció de canons, començant una nova era en el desenvolupament econòmic de la ciutat. La principal indústria en els segles xix i xx va ser la militar. Kragujevac es va convertir en un dels principals exportadors de Sèrbia el 1886, quan l'eix ferroviari Belgrad-Nis es va connectar a través de Kragujevac.
Durant la Primera Guerra Mundial, Kragujevac va tornar a ser la capital de Sèrbia entre el 1914 i el 1915, i la seu de moltes institucions estatals, fins i tot el comandament suprem de l'exèrcit serbi va ser ubicat a l'edifici del Palau de Justícia. Durant la guerra, Kragujevac va perdre el 15% de la població.